# Prosoboniini
Prosoboniini – monotypowe plemię ptaków z podrodziny biegusów (Arenariinae) w rodzinie bekasowatych (Scolopacidae).

## Zasięg występowania
Plemię obejmuje żyjący współcześnie gatunek występujący na Tuamotu; gatunki wymarłe występowały w Polinezji Francuskiej (leucoptera), na Kiribati (cancellata) i na wyspie Henderson (sauli).

## Morfologia
Długość ciała 15–17 cm; masa ciała 32–44 g (dotyczy tylko P. parvirostris).

## Systematyka

### Etymologia
- Prosobonia: według Paula A. Johnsgarda z 1981 roku[5], nazwa ta może być błędem ortograficznym z gr. προσωπον prosōpon – maska, w odniesieniu do ciemnordzawego kantarka, policzków i czoła brodźczyka białoskrzydłego. Jednak nazwa ta mogła być też celowym skróceniem Prosobonasia (gr. προσο- proso- – sąsiadujący; epitet gatunkowy Aphanapteryx bonasia, chruścielowiec rdzawy) (wymarły, wyspiarski chruściel, który podobnie jak wymarły brodźczyk białoskrzydły miał rdzawe upierzenie i prosty dziób). Według diagnozy Bonapartego ta grupa brodźców była uważana za bliską chruścielom (Rallidae). Alternatywnie może to być połączenie gr. προ pro – podobny i grą słów nazwą rodzaju Pisobia Billberg, 1827 (syn. Calidris)[6].
- Aechmorhynchus: gr. αιχμη aikhmē „ostrze, lanca”; ῥυγχος rhunkhos „dziób”[7]. Gatunek typowy: Tringa parvirostris Peale, 1848.

### Podział systematyczny
Do plemienia należy jeden rodzaj Prosobonia z następującymi gatunkami:
- Prosobonia leucoptera (J.F. Gmelin, 1789) – brodźczyk białoskrzydły – takson wymarły, znany tylko z jednego okazu zebranego w XVIII wieku[9]
- Prosobonia cancellata (J.F. Gmelin, 1789) – brodźczyk polinezyjski – takson wymarły, najprawdopodobniej w połowie XIX wieku[10]
- Prosobonia parvirostris (Peale, 1848) – brodźczyk krótkodzioby
- Prosobonia sauli De Pietri et al., 2020 – takson wymarły, opisany na podstawie szczątków subfosylnych[4]

### Taksony wątpliwe
Uznany za wymarły takson Prosobonia ellisi Sharpe, 1906 (brodźczyk rudobrewy), opisany na podstawie ilustracji przedstawiającej okaz odłowiony na wyspie Moorea (Polinezja Francuska) w 1777 roku w trakcie trzeciej podróży Jamesa Cooka, został w 2021 roku uznany za młodszy synonim P. leucoptera.